# واتن (هايلاند)
واتن (بالإنجليزية والاسكتلندية: Watten) (بالغيلية الاسكتلندية: Bhatan)، هي قرية صغيرة في كيثنس في منطقة هايلاند في اسكتلندا. تقع القرية على خط سكة حديد Far North لكن القطارات توقفت عن الوصول إلى القرية في عام 1960. أصبحت محطة السكة الحديد الآن منزلًا خاصًا.[بحاجة لمصدر]

## شخصيات بارزة
كانت واتن مسقط رأس ألكسندر باين ، مخترع نوع من الساعات الكهربائية التي ينظمها البندول وجهاز الفاكس. تم إحياء ذكرى باين بنصب تذكاري من الحجر المنحوت خارج قاعة القرية. يشار إلى آلة الفاكس في هذا النصب باسم «برقية الطباعة الكهربائية».